# Федерико Лакросе (станция метро)
«Федерико Лакросе» (исп. Federico Lacroze) —  станция Линии B метрополитена Буэнос-Айреса. Станция расположена между станциями «Доррего» и «Тронадор/Вилья-Ортусар». Станция расположена под улицей Авенида Корриентес на её пересечении с улицей Авенида Федерико Лакросе в районе Чакарита, недалеко от кладбища Ла-Чакарита.
Федерико Лакросе долгое время была конечной станцией линии B после её открытия состоявшегося 17 октября 1930 года, и вплоть до открытия двух новых станций: Тронадор/Вилья-Ортусар и Лос-Инкас/Парке-Час прошедшего 9 августа 2003 года. На станции есть возможность пересадки на железнодорожную станцию Estación Federico Lacroze железной дороги Ferrocarril Urquiza которая также управляется компанией Metrovías.

## Декорации
Станция имеет на своей южной платформе фреску «Глупость» созданную Густаво Грюнигом, появилась в 1991 году, другая фреска появилась в 2000 году автор которой - Эмма Гаргуило. А течение 2014 года появилась серия фресок, 9 различных художников под общим стилем уличное искусство.

## Достопримечательности
Они находятся в непосредственной близости от станции:
- Кладбище Ла-Чакарита
- Парк Лос Андес
  - La Calesita de Parque Los Andes
- Комиссариат № 15 Полиция Буэнос-Айреса
  - Unidad de Orientación y Denuncia Chacarita
- Centro de Alfabetización, Educación Básica y Trabajo N°9/24
- Centro de Formación Profesional N°10 Raul Scalabrini Ortiz
- Техническая школа Nº32 Хенераль Хосе Сан Мартин
- Общая начальная школа Коммуны Nº18 Cabildo de Buenos Aires
- Общая начальная школа Коммуны Nº14 Dr. Luis Agote
- Biblioteca Popular Eustaquio Sánchez
- Museo Anconetani del Acordeón
- Café Palacio

## Галерея

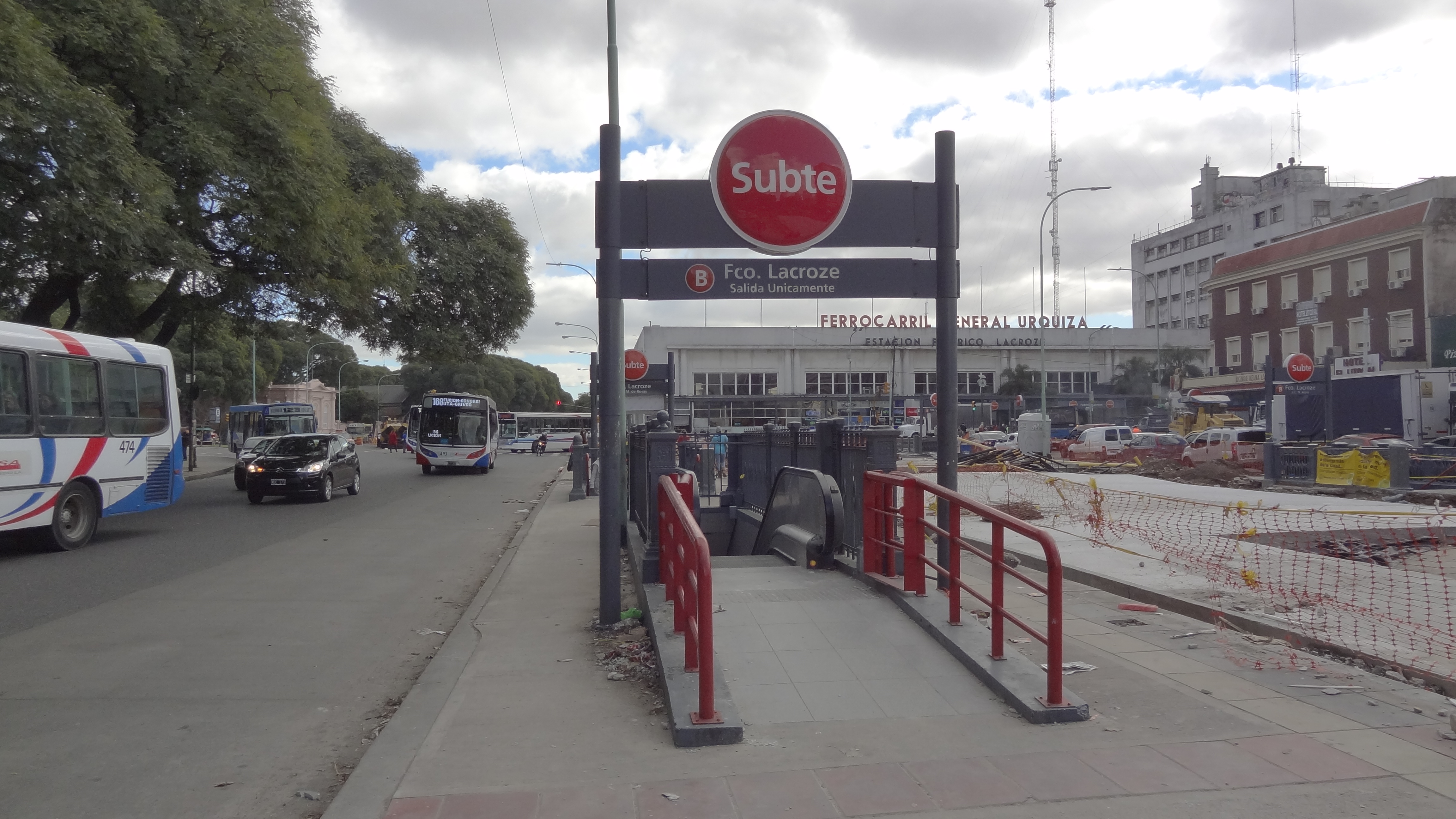
Вход с улицы Авенида Корриентес
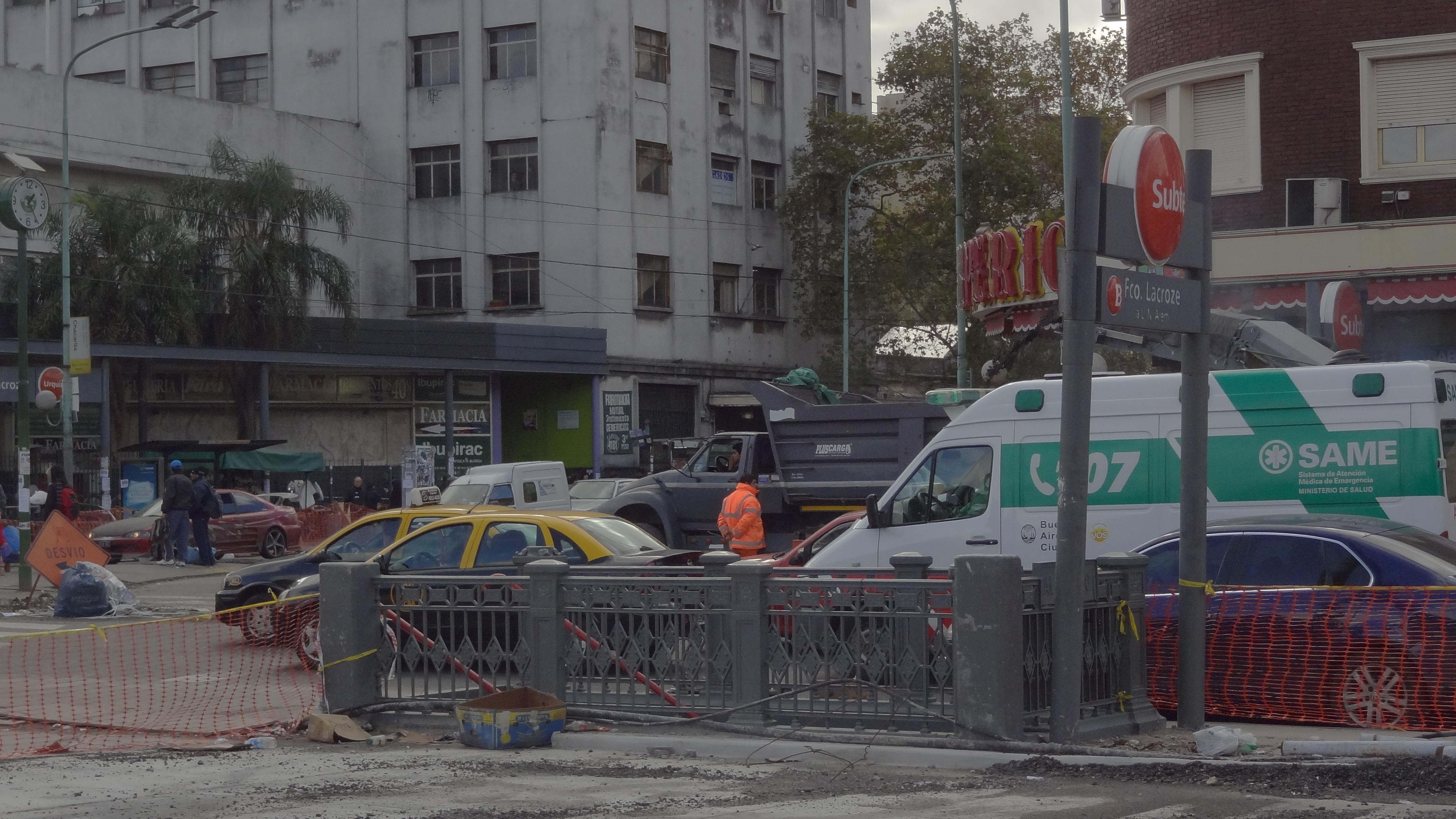
Вход с улицы Авенида Корриентес
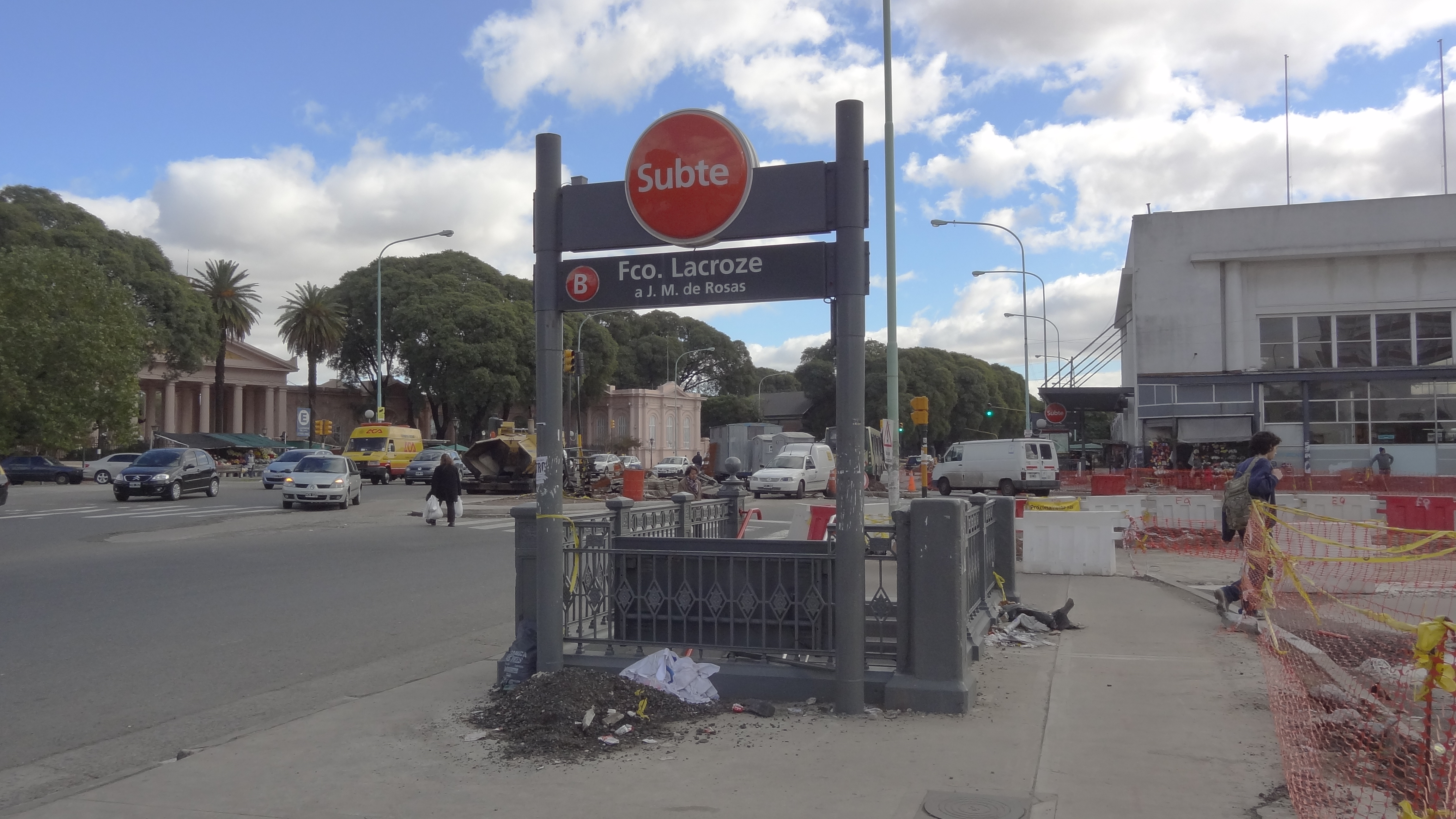
Вход с улицы Авенида Корриентес
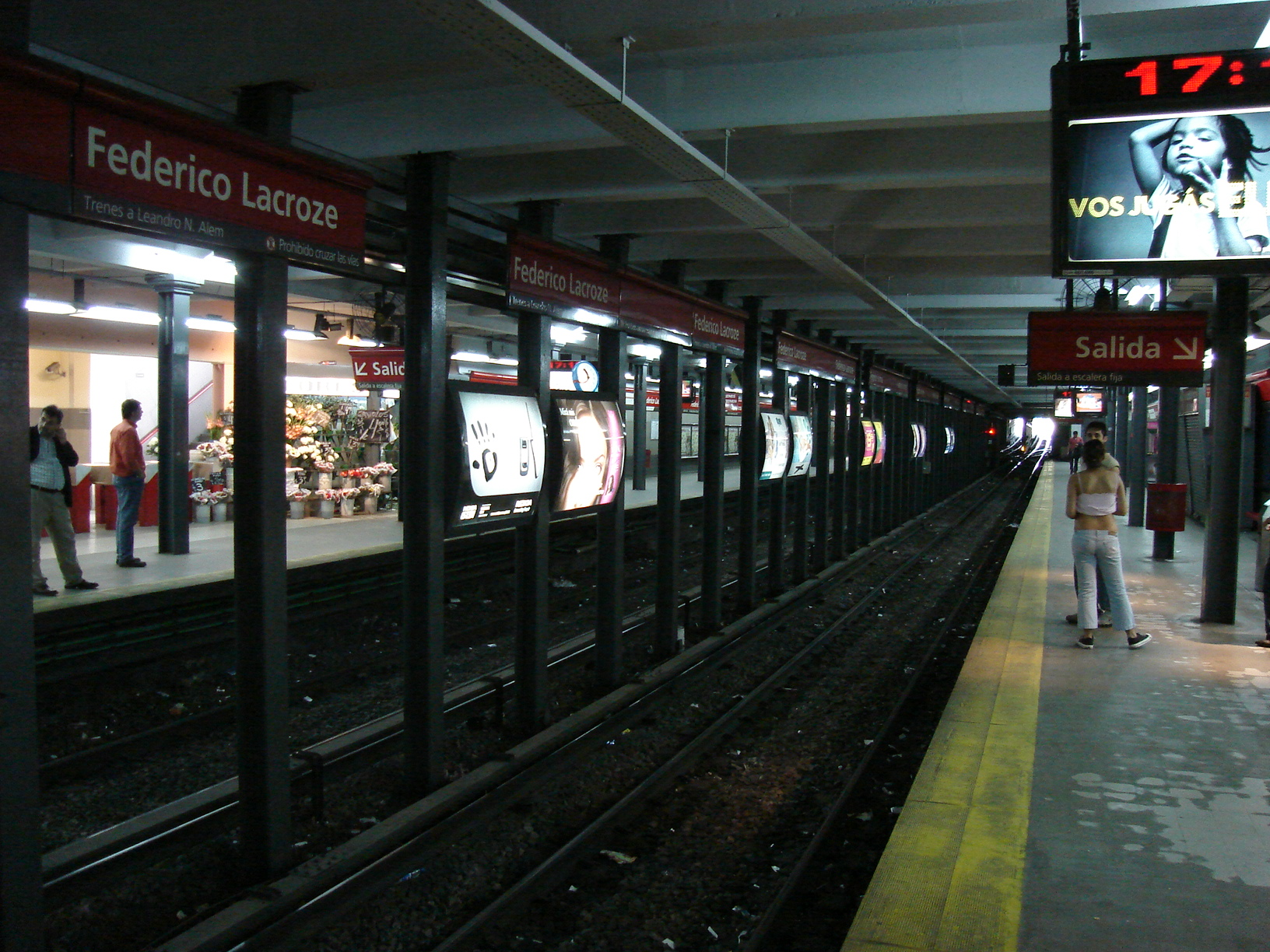
Платформа
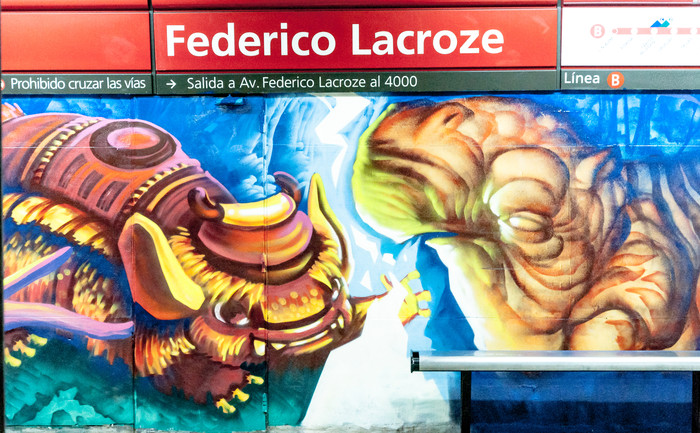
Фреска из серии Уличное искусство
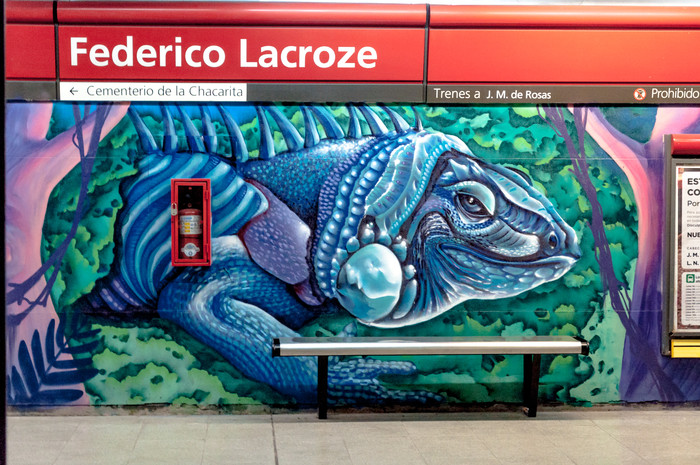
Фреска из серии Уличное искусство
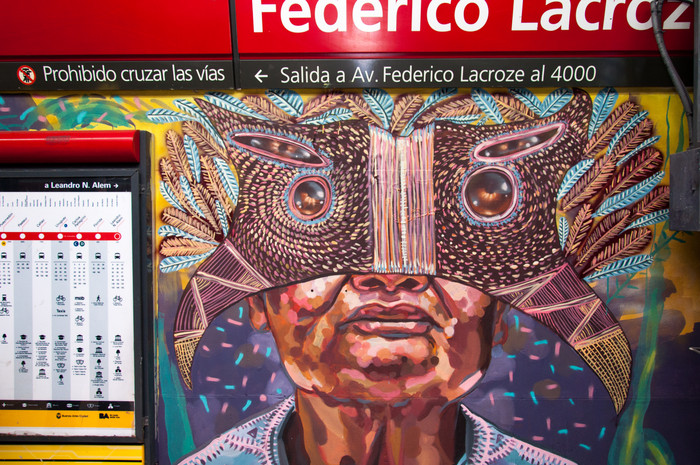
Фреска из серии Уличное искусство
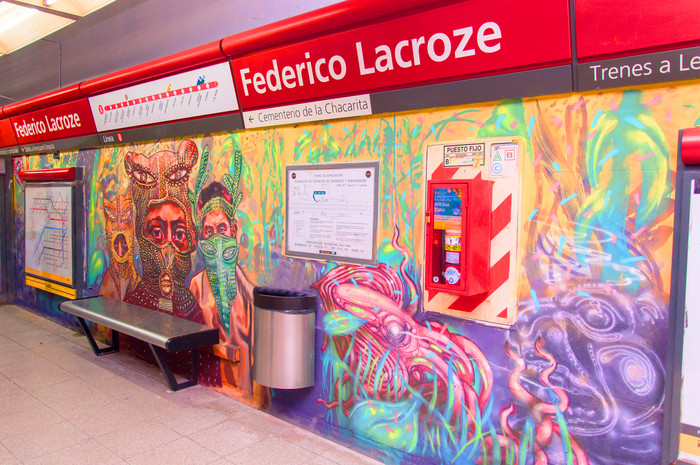
Фреска из серии Уличное искусство
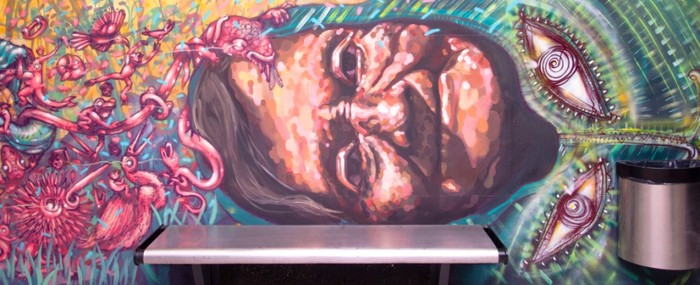
Фреска из серии Уличное искусство